# ダニエル・アッゲル
ダニエル・アッゲル（Daniel Agger, 1984年12月12日 - ）は、デンマーク・ヴィズオウア出身の元サッカー選手、サッカー指導者。現役時代のポジションはDF (CB、LB)。デンマーク代表でも活躍した。
従兄弟のニコライ・アッゲルもプロサッカー選手。日本ではアッガーと表記する場合がある。デンマーク語の発音により近い表記は「デーニエル・モンテ・アガ」。

## 経歴

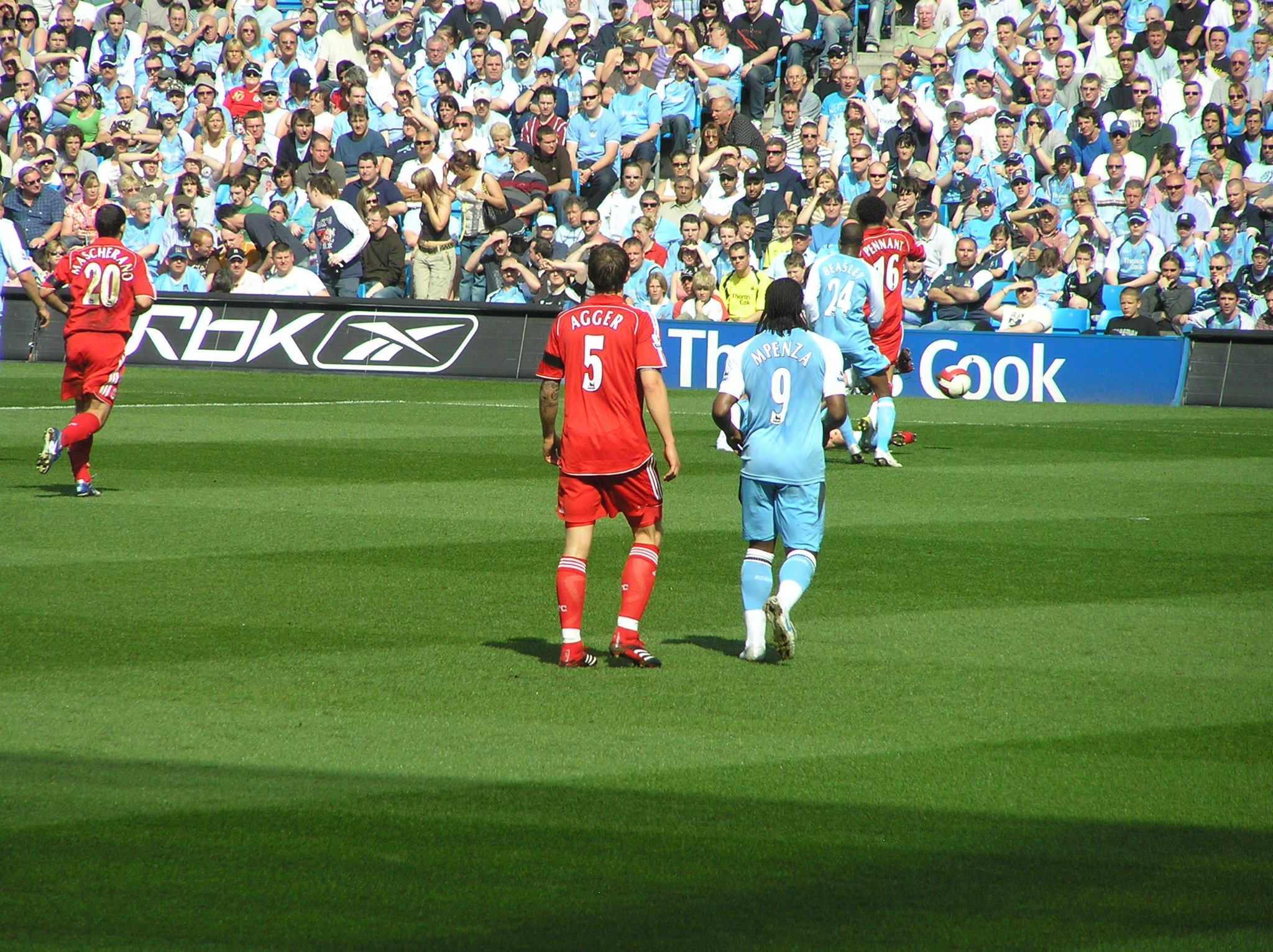
マンチェスター・シティ戦にて（2007年4月）

2004年にデンマークのブロンビーIFでプロデビューし、リーグ優勝に貢献。2006年1月12日にイングランド･プレミアリーグのリヴァプールFCへ移籍した。移籍金はおよそ840万ユーロ（約11億3400万円）。
2006-07シーズンからレギュラーとして定着。センターバックながらミドルシュートを得意とし、リヴァプール移籍後初ゴールもミドルシュートでBBCの「Goal of the month: August」に選出されるほどのスーパーゴールだった。リヴァプールでの2年目となる2007-08シーズンは、9月に中足骨を骨折し、1シーズンの大半を治療とリハビリに費やした。しかし、2007-08シーズン中の試合復帰はならなかった。
2008年7月12日のトレンメア・ローヴァーズFCとのプレシーズンマッチに出場し、約10か月ぶりに試合出場を果たした。試合後のインタビューで「まるで新しいスタートのようだ」と語っている。
デンマーク代表ではディフェンスリーダーに抜擢され、不動の地位を確立。シモン・シェアーと共に最終ラインの軸としてチームを支えていた。2010 FIFAワールドカップではグループリーグ第1戦のオランダ戦でシモン・ポウルセンのクリアが背中に当たり、先制のオウンゴールを与えてしまったが、第2戦のカメルーン戦では守備の中心としてカメルーンの攻撃を防ぎ、大会選定のマン・オブ・ザ・マッチに選出された。
2013-14シーズンから、引退したジェイミー・キャラガーに替わり、リヴァプールの副キャプテンに任命された。
2014年8月30日、8年ぶりにブレンビーIFに復帰した。
2016年6月9日、自身のTwitter上で引退を表明した。

## エピソード
- 自身も入れ墨を入れているが、自ら彫り師をしている[7]。
- 拳にも入れ墨をしており、右手には拳を突き出すとYou'll Never Walk Aloneの頭文字である「YNWA」が見えるように、人差し指から小指にかけて1文字ずつ入れ墨がされている。
- プライベートでは温厚な性格で、趣味は読書である。
- 元チームメイトであり、同じDFであるマルティン・シュクルテルとは同い年で誕生日も近く、仲が良いことで知られている。
- チェルシー移籍後のフェルナンド・トーレスに肘鉄を食らわせた際には、トーレスに「裏切られた」と感じていたリヴァプールサポーターから大きな歓声が上がった。

## 代表歴

### 出場大会
- デンマーク代表
  - 2010 FIFAワールドカップ

### 試合数
- 国際Aマッチ 75試合 12得点（2005年-2016年）[8]

| デンマーク代表 | 国際Aマッチ | 国際Aマッチ |
| 年             | 出場        | 得点        |
| -------------- | ----------- | ----------- |
| 2005           | 4           | 1           |
| 2006           | 6           | 0           |
| 2007           | 8           | 1           |
| 2008           | 5           | 1           |
| 2009           | 6           | 0           |
| 2010           | 9           | 0           |
| 2011           | 6           | 2           |
| 2012           | 9           | 1           |
| 2013           | 8           | 4           |
| 2014           | 5           | 2           |
| 2015           | 7           | 0           |
| 2016           | 2           | 0           |
| 通算           | 75          | 12          |